# Поховальне дерево

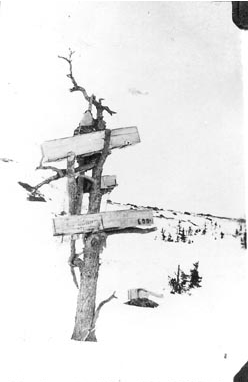
Інуїтське дерева, Річка Ліф, Квебек, 1924—1936

Могильне дерево або похоронний поміст — це дерево або проста дерев'яна конструкція, що використовується для підтримки трупів або трун. Колись вони були поширені серед балійців, племен нага, деяких австралійських аборигенів та деяких північноамериканських індіанців.

## Індіанці Північної Америки

### Похоронне дерево
Ряд корінних американців використовували похоронне дерево як останнє місце для відпочинку мертвого родича, як правило або як альтернативу могилі. :87 :99
Труп ретельно обгортали робою (Buffalo robe) або ковдрами або клали у розвилку стовбура :67 або прив'язували до гілки. :83 Так ховали як дорослих, так і маленьких дітей. Похоронне дерево могло мати не одного трупа. Максиміліан цу Від бачив серед індіанців вссінібойнів могильні дерева з пофарбованим червоним стовбуром та гілками. :45-46 Здається, будь-яке дерево було правильним. Populus sect. Aigeiros згадується мандрівниками на великих рівнинах, а також сосна та кедр. :69 Мертвих можна було помістити приблизно на двохметровій висоті на дереві, близько до вершини. Деякі речі померлого часто клали біля трупа.

### Поміст
Погребальний риштування зазвичай робився з чотирьох вертикальних стовпів або гілок, роздвоєних вгорі. Цей фундамент містив своєрідне сховище, де мертве тіло було покладено в недоступне для вовків місце. Краще розташування було на пагорбі. :83 Родичі часто розміщували деякі речі померлих на майданчику або навколо помосту. :87

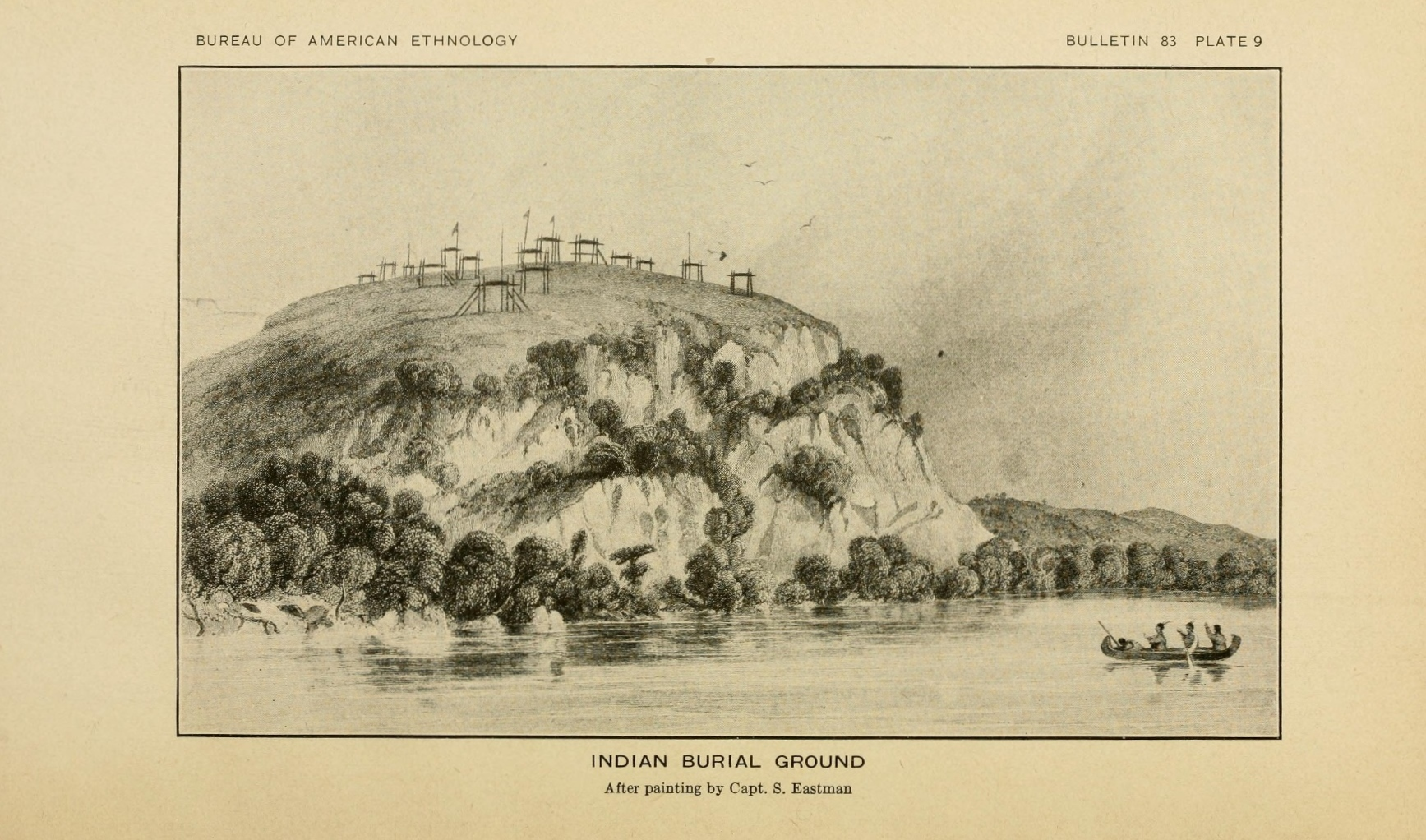
Індійський могильник. С. Істмен

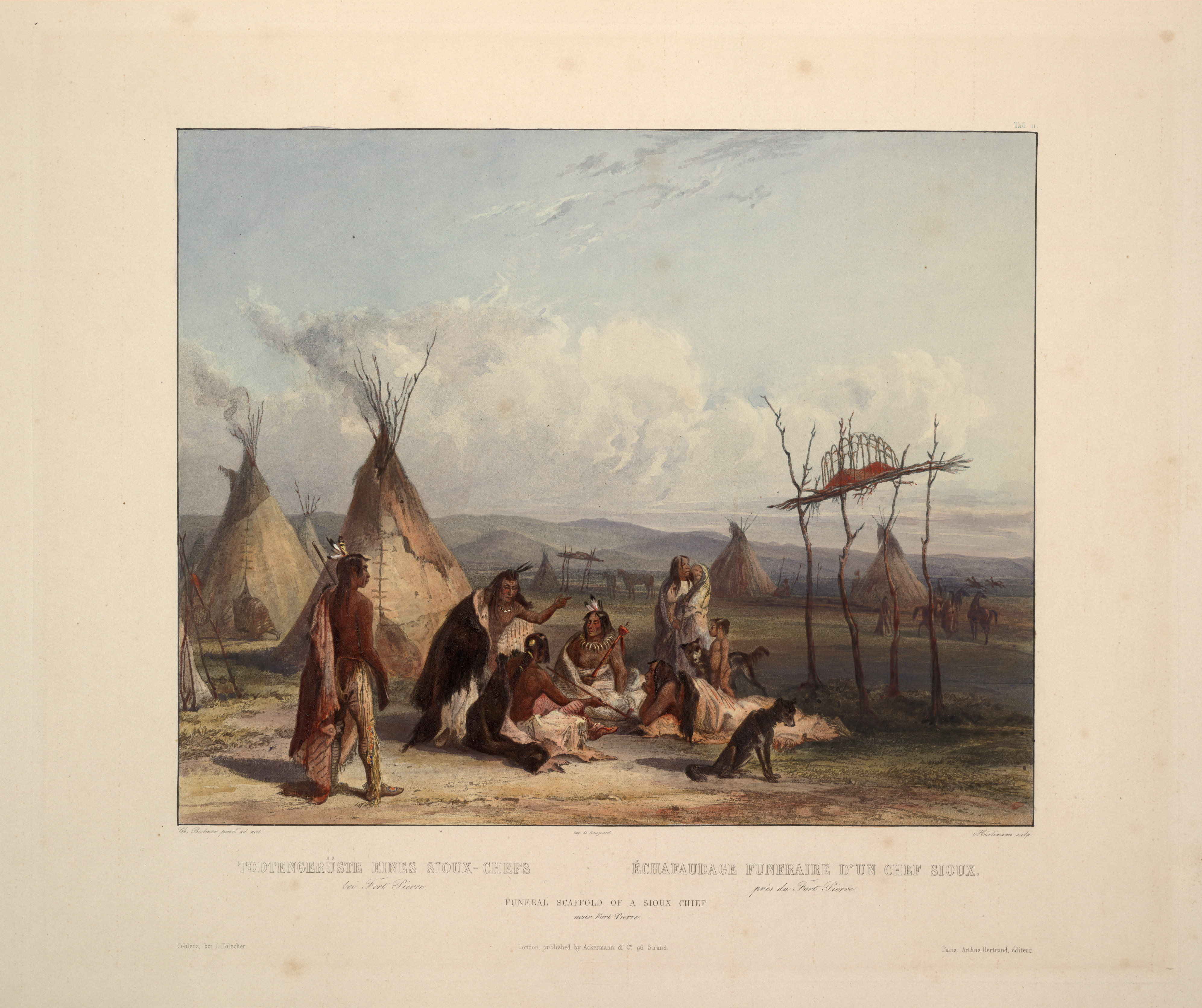
Похоронний поміст вождя сіу 0044v. Щось на зразок кошика травой кладеться на загорнуте тіло. Чеєни застосовували час від часу той самий спосіб захисту трупа.

Стовпи досягали «висоти людини» (2-2,6 метри). :87 :102 :20 Надзвичайно високий поміст для поховання мали Сіу — приблизно за 9 м над землею. :23 В одному з описаних помостів жердини були пофарбовані в чорний і червоний кольори горизонтальними смугами. :75
Чоловіку оджибве клали на поміст зброю та інші особисті речі разом із їжею, посудом та тютюном. :87 Ця практика могла бути використана лише як тимчасове рішення, коли смерть настала далеко від племенного могильника. Бересту використовували для обгортання тіла серед оджибве. :76
У 18 столітті чокто клали мертвих на поміст як перший крок у процесі поховання. Через кілька місяців збирачі кісток позбавляли кістки залишків тіла. Потім скелет очищали, шматочок за шматочком клали у якусь невелику труну і, нарешті, поміщали в спеціальний кістяний будинок в індійському місті. :94
Особисті речі індійської жінки були покладені разом із нею у відкриту соснову скриньку (яку, ймовірно, зробив тесляр), розташовану на помості, встановленому поблизу форту Ларамі в 1866 році. Голови та хвости двох її поні були прикріплені відповідно до східного та західного стовпа. :21
Серед кроу мертвих загорнули в робу і поклали на поміст ногами на схід. Значно пізніше кістки можна було зібрати і помістити в щілину в скелі. :67
Індіанці мандани клали мертве тіло на помості ногами на південний схід, тому дух був спрямований до старої країни манданів навколо річки Харт, Північна Дакота. :99 Коли поміст згнивав рештки загортали в шкуру і закопували в поселені манданів або на березі річки. :101 Череп клали серед інших черепів клану, що розташовані колами на землі біля помостів. Новонароджених, які померли без імені, не вважали членами товариства, а отже, розміщували на деревах (або ховали) подалі від загального могильника за межами села.

### Причини поховань на деревах та на помостах
Взимку індіанці понка часто замінювали могилу помостом, оскільки земля була замерзлою. :155 У лакота були такі причини: «(1) Тварини або люди можуть ходити над могилами; (2) мертві можуть лежати в грязі та воді після дощу або снігу; (3) вовки можуть викопати тіла і пожирати їх». :486 Поклавши померлих на поміст або на дерево, родичі могли легко поговорити з померлим. :571

## Галерея

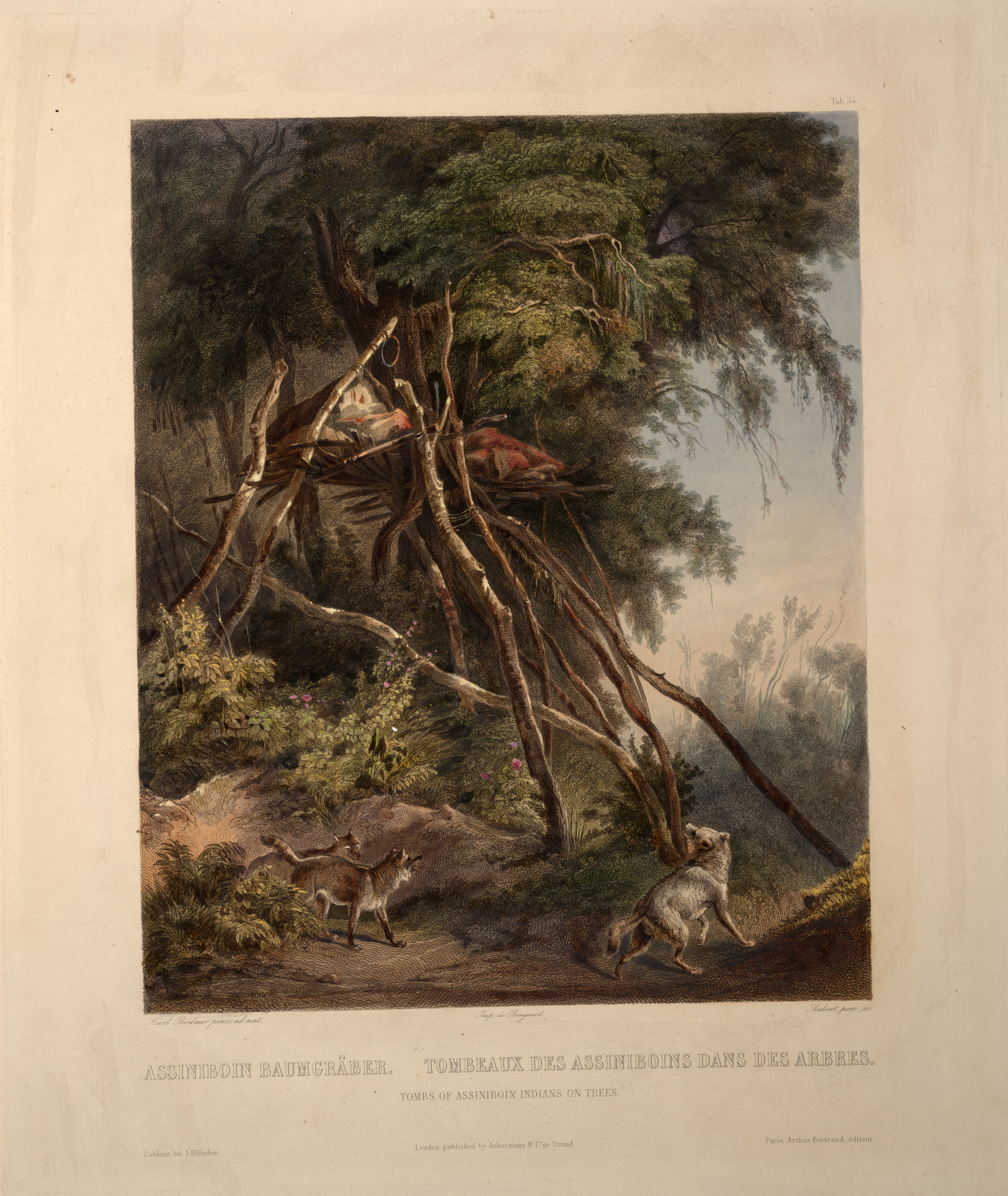
Могили індіанців ассінібоїнів на деревах 0063v. Максиміліан цу Від побачив тіла індіанців Ассінібойнів, розміщені таким чином, під час своєї подорожі по річці Міссурі в 1833 році. Фото Карла Бодмера .
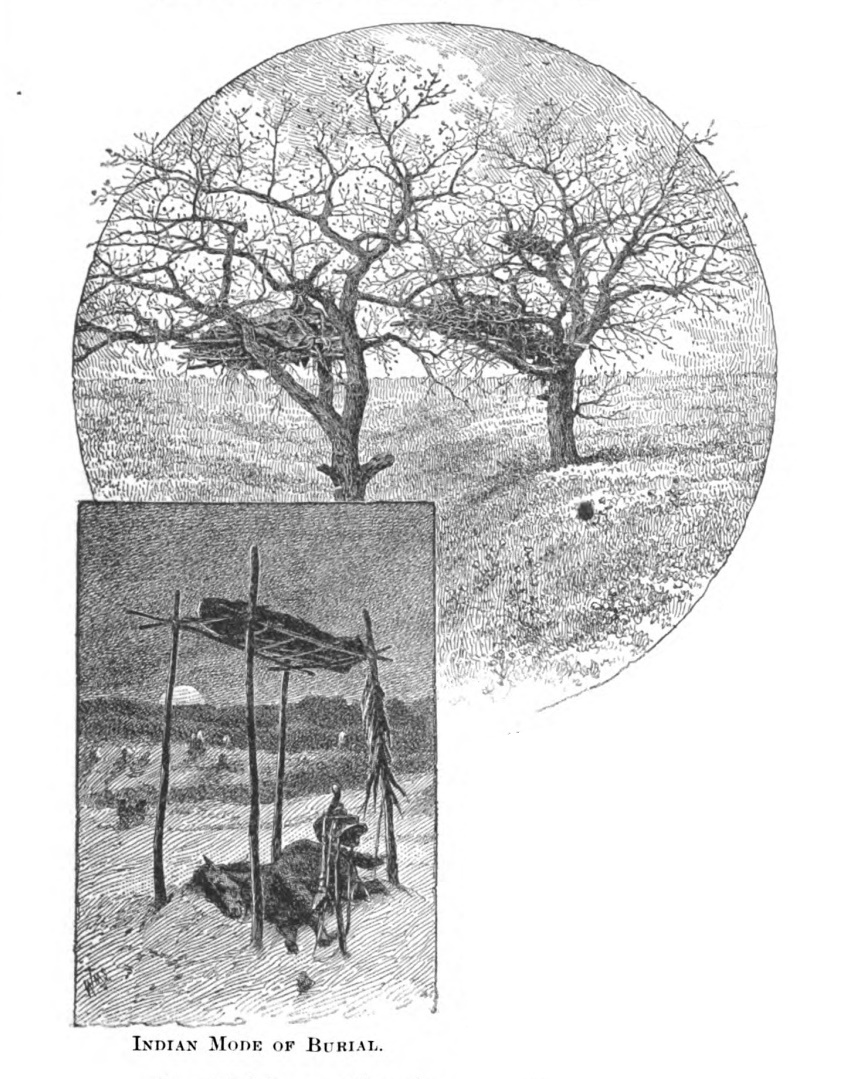
Поховання дерев та риштування - використовувалося низкою індіанців Північної Америки

## Дивитися також
- Небесне поховання
- Вежа мовчання